# Wojciech Grygiel
Wojciech Piotr Grygiel (ur. 6 kwietnia 1969 w Świdnicy) – polski duchowny katolicki diecezji opolskiej, filozof i chemik; prezbiter, prodziekan ds. naukowych i współpracy z zagranicą Wydziału Filozoficznego Uniwersytetu Papieskiego Jana Pawła II w Krakowie oraz profesor tej uczelni (Katedra Filozofii Przyrody), a także profesor uczelni na Wydziale Teologicznym Uniwersytetu Opolskiego, członek Bractwa Kapłańskiego Świętego Piotra (FSSP).

## Życiorys
W latach 1983–1987 był uczniem wrocławskiego XIV Liceum Ogólnokształcącego im. Polonii Belgijskiej. W roku 1992 ukończył studia magisterskie na Wydziale Chemicznym Politechniki Wrocławskiej. Następnie w 1997 obronił doktorat z chemii na Binghamton University w stanie Nowy Jork. Wstąpił do seminarium FSSP w Scranton, w którym odbył studia w zakresie filozofii (1997–2000). Studia teologiczne kontynuował w seminarium Bractwa w Wigratzbad. Święcenia prezbiteratu otrzymał 21 czerwca 2003 roku z rąk ks. biskupa Fernando Arêasa Rifana.
W 2004 roku uzyskał tytuł magistra teologii na Uniwersytecie Adama Mickiewicza w Poznaniu. W 2007 r. na Wydziale Filozoficznym Papieskiej Akademii Teologicznej w Krakowie nadano mu stopień doktora filozofii, na podstawie rozprawy pt. „Krytyczna analiza fizycznych podstaw oraz filozoficznych konsekwencji interpretacji mechaniki kwantowej przy użyciu spójnych historii kwantowych”, przygotowanej pod kierunkiem ks. prof. Michała Hellera. W 2015 r. na tymże wydziale uzyskał stopień doktora habilitowanego filozofii.
Od 2011 r. do lipca 2019 r. był przełożonym krakowskiego domu Bractwa Kapłańskiego św. Piotra. W lipcu 2023 r. zamieszkał w Wyższym Międzydiecezjalnym Seminarium Duchownym w Opolu.
Jest Sekretarzem Komisji Filozofii Nauk Polskiej Akademii Umiejętności.

## Publikacje
Książki:
- 2011: Oblicza racjonalności. Wokół myśli Michała Hellera, red. Bartosz Brożek, Janusz Mączka, Wojciech Grygiel, Mateusz Hohol, Kraków.
- 2011: Philosophy In Science. Methods and Aplications, red. Bartosz Brożek, Janusz Mączka, Wojciech Grygiel, Kraków, ISBN 978-83-62259-25-0.
- 2014: Stephena Hawkinga i Rogera Penrose'a spór o rzeczywistość, Kraków: Copernicus Center Press, ISBN 978-83-7886-106-5.
- 2020: Jak scena stała się dramatem. Filozofia w kontekście teorii względności, Kraków: Copernicus Center Press, ISBN 978-83-7886-539-1.
- 2022: Teologia ewolucyjna. Założenia – problemy – hipotezy, Kraków: Copernicus Center Press, ISBN 978-83-7886695-4, wraz z Damianem Wąskiem.

Autor artykułów w monografiach:
- Pro Musica Sacra, Kraków 2007
- Teologia żyjąca w liturgii, Kraków 2010
- Filozofia przyrody współcześnie, Kraków 2010
- Logic in Theology, red. Bartosz Brożek, Adam Olszewski, Mateusz Hohol, Kraków 2013
- Philosophy in Neuroscience, red. Jerzy Stelmach, Bartosz Brożek, Łukasz Kurek, Kraków 2013

Ponadto publikował artykuły w:
- czasopismach (Logos i Ethos, Postępy Fizyki, Zagadnienia Filozoficzne w Nauce, Filozofia Nauki, Analecta Cracoviensia, Urania – Postępy Astronomii),
- serwisie popularnonaukowym Granice Nauki[8].